# Dunder (musikalbum)
Dunder är ett studioalbum av Hjalle och Heavy från 1998.

## Låtlista
1. Dunder Intro
2. Brudar i läder och killar av stål
3. Saab 99
4. Han är så snäll
5. Commodore 64
6. Det är sant
7. Nu är det kört
8. Ufogubbar
9. Jag ska bli prins
10. Ångerfulla Frans
11. En livsfarlig sång
12. Mjuktennis och punk
13. Bankomaten
14. Folkrace (Vrålmodern version)
15. Dunder Outro